# Bataille d'Al-Yamama
Guerres de Ridda

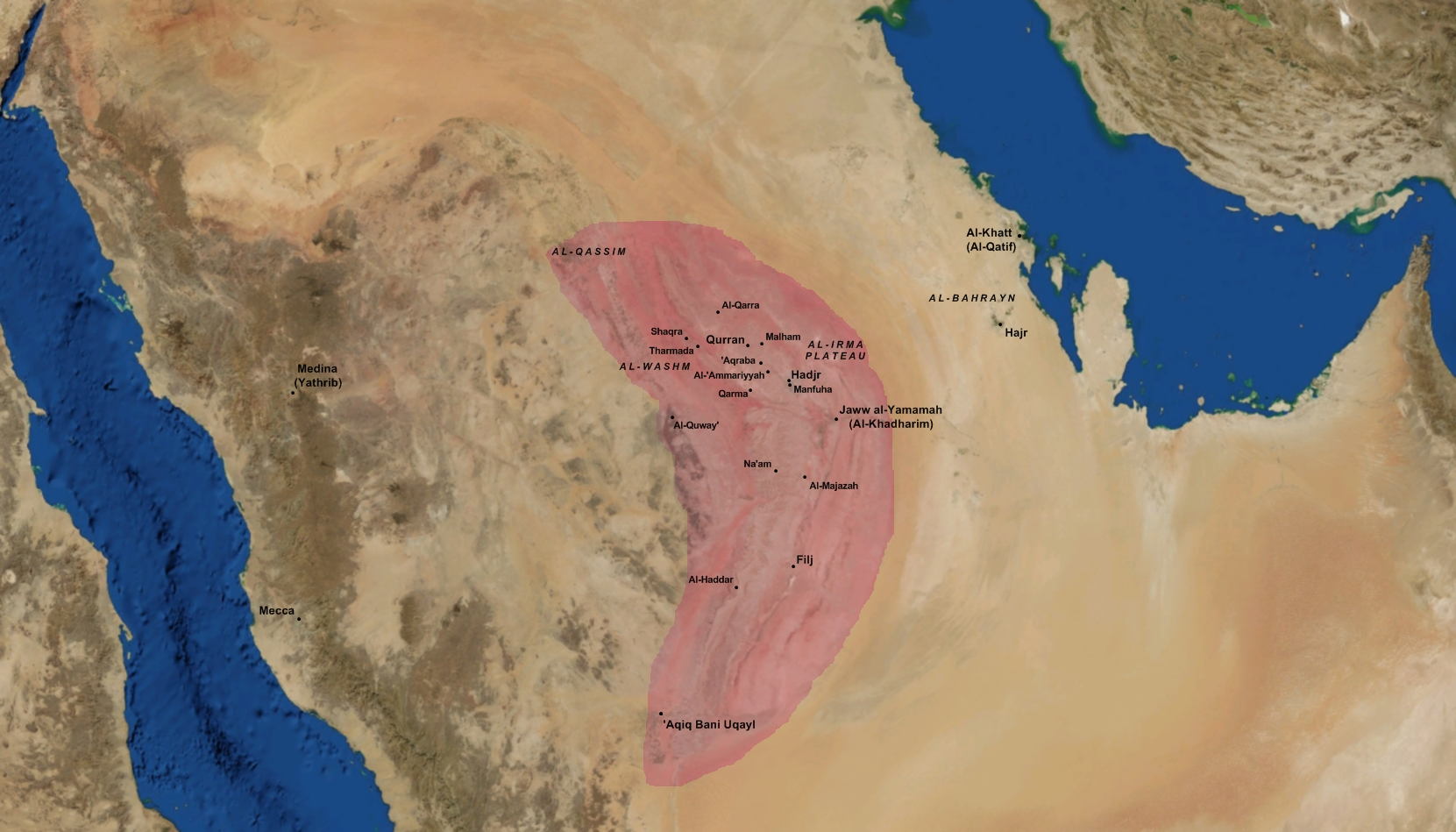
La carte historique d'Al-Yamama décrite par Yaqout al-Rumi (XIIIe siècle) et par Al-Hamadhani (Xe siècle) telle qu'elle était au cours de la période préislamique ainsi qu'au début de l'ère islamique.

La bataille d’Al-Yamama (en arabe : اليمامة) ou  bataille d’al-‘Aqrabā aura eu lieu, selon les sources musulmanes, en 633, dans le cadre des Guerres de Ridda (l’Apostasie), sur la plaine de Aqraba dans la région d'Al-Yamama (dans l'actuelle Arabie saoudite) entre les forces du calife Abou Bakr et Musaylima, un prophète.

## Impact
Selon le premier récit (sur les trois) de la transmission initiale du Coran rapporté par Boukhari, la bataille a joué un rôle important dans la motivation d’Abou Bakr pour mener une compilation du Coran. Lors de celle-ci, des récitateurs (qurrā’) du Coran ont été tués, ce qui a mis en péril la sauvegarde de la mémoire du Coran,.
L'islamologue Guillaume Dye pose la question de la plausibilité d'un tel récit. Pour lui, la réponse est négative : « entre autres parce que ces qurrā’ ne sont pas des récitateurs/lecteurs du Coran. Le terme qurrā’, dans les sources anciennes, est très ambigu, et si des qurrā’ sont morts lors de ces combats, l’hypothèse la moins absurde est qu’il s’agissait de villageois (ahl al-qurā’), non d’individus récitant, lisant ou ayant appris le Coran par cœur (ḥuffāẓ, terme que l’on attendrait dans ce contexte). Leur disparition n’avait donc aucune incidence sur la transmission du Coran (quel que soit le corpus qu’il y avait à transmettre à l’époque). »